# Aljakszandr Uladzimiravics Proharav
Aljakszandr Uladzimiravics Proharav, belaruszul: Аляксандр Уладзіміравіч Прохараў, oroszul: Александр Владимирович Прохоров (Breszt, 1946. június 18. – Moszkva, 2005. január 7.) olimpiai bronzérmes szovjet válogatott fehérorosz labdarúgó, kapus, edző, sportvezető.

## Pályafutása

### Klubcsapatban
1965-ben a Nyeman Grodno, 1966–67-ben a Gyinamo Minszk, 1968–69-ben a Metalurg Zaporozsje, 1970–71-ben a Gyinamo Kijev, 1972 és 1975 között a Szpartak Moszkva, 1976-ban ismét a Gyinamo Kijev, 1976 és 1978 között újra a Szpartak Moszkva labdarúgója volt. 1978-ban a Presznya Moszkva csapatában fejezte be az aktív labdarúgást. Az 1971-es idényben a Gyinamo Kijevvel szovjet bajnok lett.

### A válogatottban
1971 és 1976 között hat alkalommal szerepelt az olimpiai csapatban, majd 1976-ban három alkalommal szerepelt a szovjet válogatottban. Részt vett az 1976-os montréali olimpián, ahol bronzérmet szerzett a csapattal.

### Edzőként
1979–80-ban az Avangard Petropavlovszk, 1981-ben a Meliorator Kizilorda edzője volt, majd ugyanebben az évben a Sahtyor Karagandi segédedzőjeként tevékenykedett. 1982-ban visszatért a Melioratorhoz. 1983–84-ben ismét a Sahtyor segédedzője volt. 1985-ben a Celinnyik Celinográd csapatánál dolgozott.
1990–91-ben a szovjet öregfiúk válogatottjánál dolgozott technikai vezetőként. 1992 és 1995 között a Norovusz Moszkva, majd 1996 és 2005 között az orosz öregfiúk válogatottjának a sportigazgatója volt.

## Sikerei, díjai
- az év szovjet labdarúgókapusa (1974, 1975)

 Szovjetunió
- Olimpiai játékok
  - bronzérmes: 1976, Montréal

 Gyinamo Kijev
- Szovjet bajnokság
  - bajnok: 1971

## Statisztika

### Mérkőzései a szovjet válogatottban
| Szovjetunió | Szovjetunió       | Szovjetunió                            | Szovjetunió   | Szovjetunió | Szovjetunió | Szovjetunió    | Szovjetunió | Szovjetunió |
| #           | Dátum             | Helyszín                               | Hazai         | Eredmény    | Vendég      | Kiírás         | Gólok       | Esemény     |
| ----------- | ----------------- | -------------------------------------- | ------------- | ----------- | ----------- | -------------- | ----------- | ----------- |
| 1.          | 1976. március 20. | Kijev, Központi stadion                | Szovjetunió   | 0 – 1       | Argentína   | barátságos     | -           |             |
| 2.          | 1976. március 24. | Szófia, Vaszil Levszki Nemzeti Stadion | Bulgária      | 0 – 3       | Szovjetunió | barátságos     | -           |             |
| 3.          | 1976. április 24. | Pozsony, Tehelné pole                  | Csehszlovákia | 2 – 0       | Szovjetunió | Eb-negyeddöntő | -           |             |
|             | Összesen          |                                        |               | 3           | mérkőzés    |                | 0           | gól         |